# Hiliweto Idanoi
Hiliweto Idanoi is een bestuurslaag in het regentschap Gunungsitoli van de provincie Noord-Sumatra, Indonesië. Hiliweto Idanoi telt 920 inwoners (volkstelling 2010).